# An-Naziat
An-Naziat “Os Arrebatadores” (do árabe: سورة النازعات) é a septuagésima nona sura do Alcorão e tem 46 ayats.